# Tellurite
Cet article concerne le minéral. Pour l'ion et les sels du tellure, voir Tellurite (ion).
La tellurite est un minéral rare constitué de dioxyde de tellure TeO2. Son nom vient de Tellus, nom latin de la déesse Terre.
La tellurite se présente sous la forme de cristaux orthorhombiques jaunes à blanc transparent, prismatiques à aciculaires.
On la trouve dans la zone oxydante de gisements minéraux, en association avec du tellure natif, de l'emmonsite et d'autres minéraux du tellure.
Elle a été décrite pour la première fois en 1842 dans la formation de Faţa Băii (« la Face du bain »), près de Zlatna (județ d'Alba, Roumanie).